# 미즈하라 유카
미즈하라 유카(일본어: 水原 佑果, 영어: Yuka Mizuhara, 1994년 10월 10일 ~ )는 일본에서 활동하고 있는 미국 태생의 모델, 배우이다. 아버지는 미국인이고 어머니는 재일 한국인이다. 모델 미즈하라 키코의 여동생이다.